# Jag ville likna Jesus
Jag ville likna Jesus är en psalm för barn. Texten har tre 8-radiga verser diktade av okänd författare. Den sjungs till en amerikansk melodi, i meterklass 111, av okänd kompositör, i D-dur, vilken också är melodi till psalm nr 13 Jag älskar söndagsskolan, i Svensk söndagsskolsångbok 1929.

## Publicerad i
- Lilla Psalmisten 1909 som nr 192 under rubriken "Lovsånger"
- Svensk söndagsskolsångbok 1929 som nr 118 under rubriken "Jesu efterföljelse"